# Euphorbia stellispina
Euphorbia stellispina ist eine Pflanzenart aus der Gattung Wolfsmilch (Euphorbia) in der Familie der Wolfsmilchgewächse (Euphorbiaceae).

## Beschreibung
Die sukkulente Euphorbia stellispina wächst als zweihäusiger Strauch und wird bis 45 Zentimeter hoch. Durch Sprosse aus der Basis heraus werden dichte Gruppen gebildet. Die einzelnen Triebe erreichen 3 bis 7,5 Zentimeter im Durchmesser und bilden 10 bis 16 Rippen aus, die in den Zwischenräumen mit tiefen Furchen versehen sind. Diese Rippen sind in einem Abstand von bis zu 6 Millimeter mit abgerundeten Warzen besetzt, die durch Querfurchen voneinander getrennt sind.
Die einzelnen Cyathien erscheinen an den Triebspitzen. Die Blütenstandstiele werden 4 bis 10 Millimeter lang oder länger. Sie tragen einen Quirl mit 3 bis 5 auseinander strebenden und unfruchtbaren, 4 bis 10 Millimeter langen Stielen. Diese Stiele werden steif und dornig und verbleiben lange an den Pflanzen. Die Cyathien erreichen Durchmesser bis 4 Millimeter und sind behaart. Die elliptischen Nektardrüsen stehen einzeln. Die nahezu kugelförmige Frucht wird 5 Millimeter im Durchmesser groß. Über den Samen ist nichts bekannt.

## Verbreitung und Systematik
Euphorbia stellispina ist in Südafrika in der Provinz Westkap verbreitet.
Die Erstbeschreibung der Art erfolgte 1827 durch Adrian Hardy Haworth. Ein Synonym zu dieser Art ist Euphorbia stellaespina hort. (nom. inval.).
Es werden folgende Varietäten unterschieden:
- Euphorbia stellispina var. stellispina
- Euphorbia stellispina var. astrispina (N.E.Br.) A.C.White & al. (1941)
 im Unterschied zur Stammart sind die Blütenstandstiele 0 bis 6 Millimeter lang und die unfruchtbaren Stiele 5 bis 17 Millimeter lang. Ein Synonym zu dieser Varietät ist Euphorbia astrispina N.E.Br. (1915).